# Урус-Мартановский заказник
Урус-Мартановский биологический заказник — государственный заказник, расположенный на границе Урус-Мартановского и Шатойского районов Чечни. Создан в 1970 году для сохранения и восстановления редких и исчезающих видов растений и животных, в том числе ценных видов в хозяйственном, научном и культурном отношениях.

## Фауна
Некоторые представители фауны заказника:
- барсук;
- беркут;
- бурозубка Радде;
- бурый медведь;
- выдра;
- гигантская вечерница;
- лесной кот;
- малый пёстрый дятел;
- малый подковонос;
- оливковый полоз;
- остроухая ночница;
- слепой крот;
- степная гадюка;
- узорчатый полоз;
- филин.

## Флора
Некоторые представители флоры заказника:
- бересклет широколистный;
- бук восточный;
- виноград лесной;
- вяз шершавый;
- граб обыкновенный;
- груша кавказская;
- диоскорея обыкновенная;
- калина гордовина;
- калина обыкновенная;
- кизил обыкновенный;
- кладохета белейшая;
- клён остролистный;
- клён светлый;
- копытень грузинский;
- костенец сколопендровый;
- липа кавказская;
- любка зелёноцветная;
- любка двулистная;
- мушмула германская;
- обвойник греческий;
- подлесник европейский;
- пыльцеголовник красный;
- рододендрон жёлтый;
- тис ягодный;
- толстостенка крупнолистная;
- хмель обыкновенный;
- черемша;
- черешня;
- яблоня восточная;
- ятрышник.